# IMAM Ro.43
IMAM Ro.43 là một loại thủy phi cơ trinh sát của Ý, trang bị cho Regia Marina giai đoạn 1935-1943.

## Quốc gia sử dụng
Italy
- Regia Marina

## Tính năng kỹ chiến thuật (Ro.43)
Dữ liệu lấy từ Encyclopedia of Military Aircraft

### Đặc điểm riêng
- Tổ lái: 2
- Chiều dài: 9,71 m (31 ft 10 in)
- Sải cánh: 11,57 m (37 ft 11 in)
- Chiều cao: 3,51 m (11 ft 6 in)
- Diện tích cánh: 33,36 m² (358 ft²)
- Trọng lượng có tải: 2.400 kg (5.300 lb)
- Động cơ: 1 × Piaggio P.XR, 522 kW (700 hp)

### Hiệu suất bay
- Vận tốc cực đại: 300 km/h (162 knots, 186 mph) trên độ cao 2.500 m (8.200 ft)
- Tầm bay: 1.500 km (590 nm, 678 mi)
- Trần bay: 6.600 m (21.600 ft)

### Vũ khí
- Súng: 2 súng máy 7,7 mm